# Steiermärkische Landesbahnen
A Steiermarkbahn (rövidítve StB), az osztrák Stájerország tartomány közlekedési vállalata. Ez a vasúttársaság összesen 5 db saját tulajdonú vasútvonalat üzemeltet, összesen 124 km hosszban (ebből 77 km 760 mm-es keskenynyomtávolságú, 47 km normálnyomtávolságú), valamint több autóbuszvonallal is rendelkezik. Ezenkívül a Steiermarkbahn birtokolja steirische Ostbahn Graz és a magyar államhatárnál lévő Mogersorf közötti vonal, valamint a Graz–Werndorf vonalszakasz – beleértve a Graz Süd/Werndorf terminált – (személy- és teherszállításra egyaránt vonatkozó) koncesszióját.
Ez a vasúttársaság üzemelteti továbbá a 10 km hosszú Lokalbahn Mixnitz–Sankt Erhard-ot és a Graz Süd/Werndorf teherterminált. A személy- és teherforgalom  mellett egyes vonalakon gőzvontatású nosztalgiavonatokat is közlekedtet.

## Az StB saját vonalai

### Keskeny nyomtávolságú

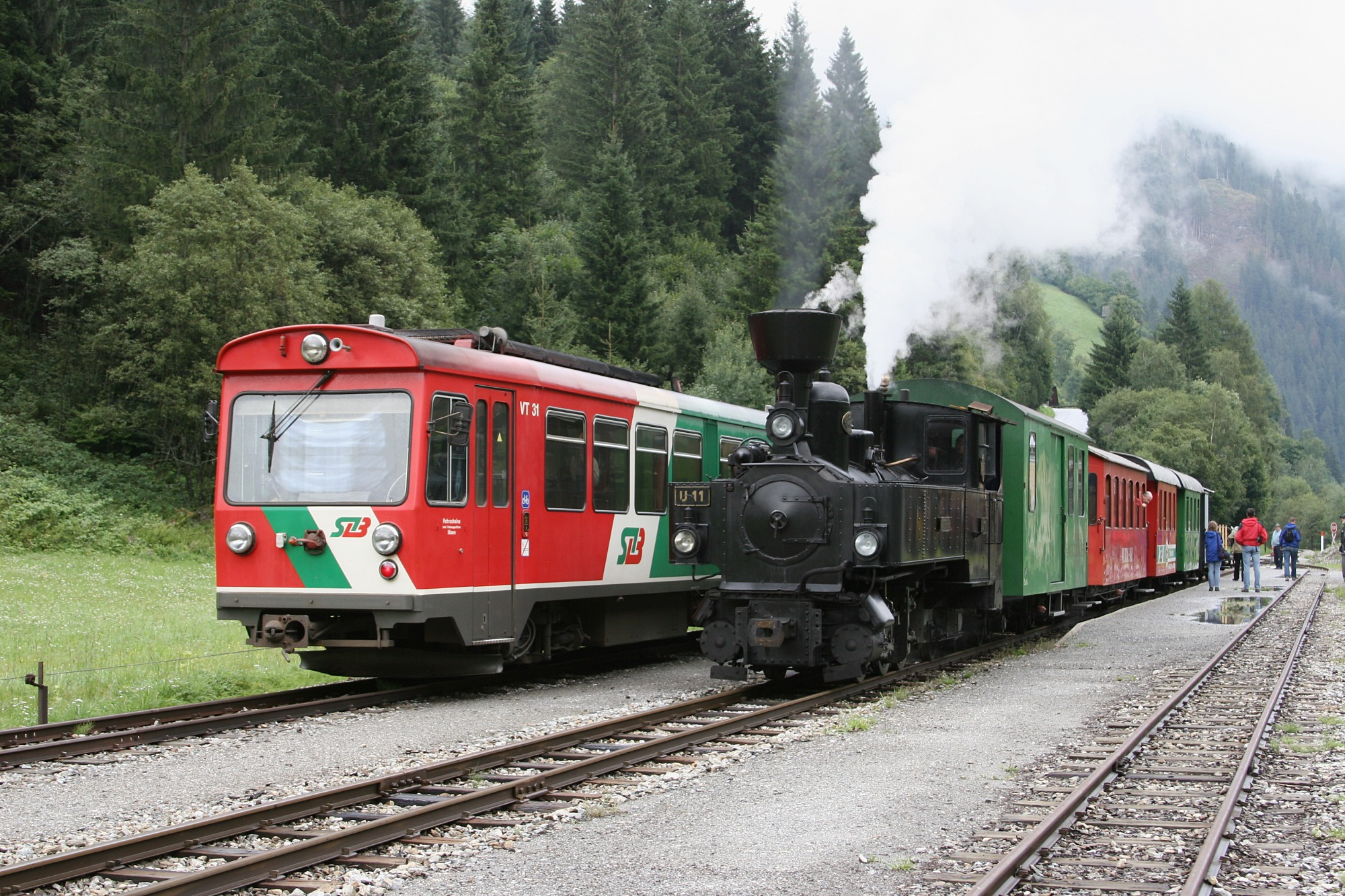
Dízelmotorkocsi és gőzmozdonyos vonat a Murtalbahnon

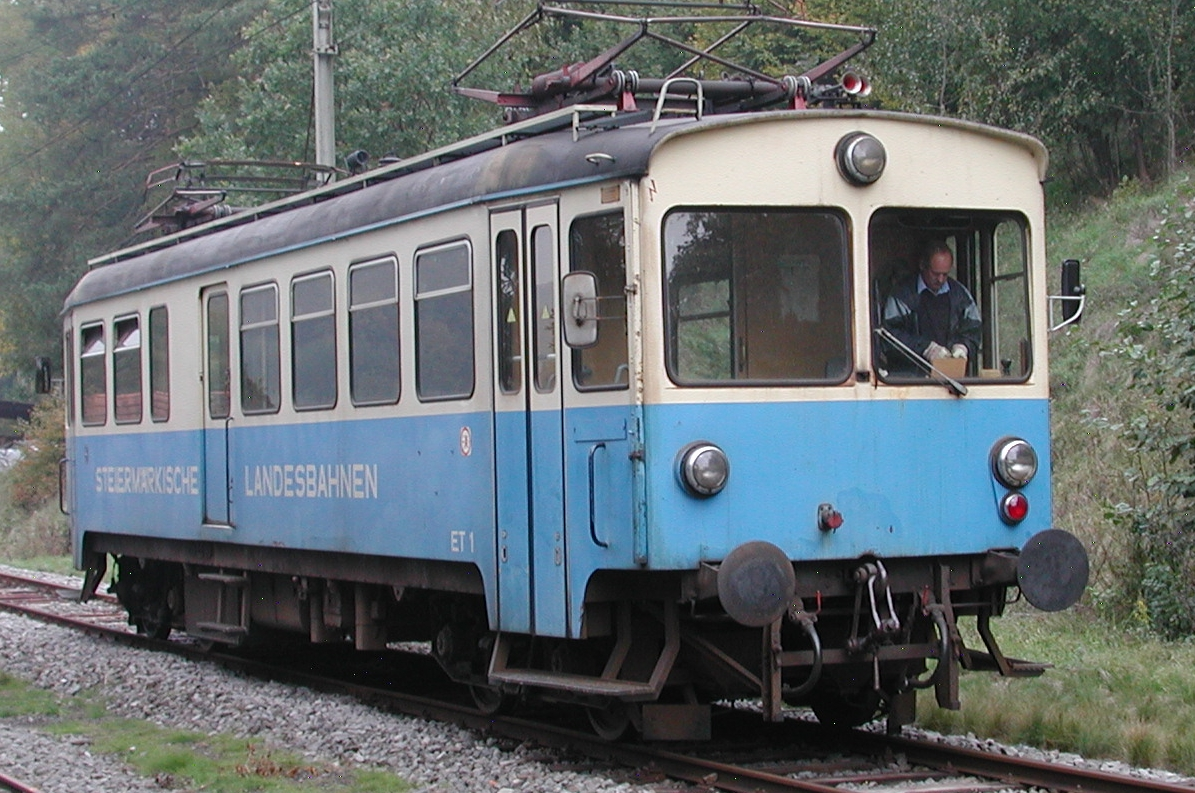
A Lokalbahn Feldbach – Bad Gleichenberg motorkocsija

- Landesbahn Unzmarkt–Tamsweg, Murtalbahn – 760 mm – dízelvontatás, turisztikai célú gőzüzem
- Weiz–Oberfeistritz(–Birkfeld) Feistritztalbahn  – 760 mm – dízelvontatás (csak teherforgalom Oberfeistritzig), turisztikai célú gőzüzem a Club U44-gyel együttműködve Birkfeldig

### Normál nyomtávolságú
- Landesbahn Gleisdorf–Weiz – 1 435 mm – dízelvontatás
- Lokalbahn Peggau–Übelbach – 1 435 mm – villamosított (15 kV, 16,7 Hz)
- Lokalbahn Feldbach–Bad Gleichenberg – 1 435 mm – villamosított (1 800 V DC)

## Az StB által üzemeltetett további vonalak
- Lokalbahn Mixnitz–Sankt Erhard – 760 mm – villamosított (800 V DC)
- Terminal Graz Süd/Werndorf – 1 435 mm – dízelvontatás, részben villamosított (15 kV, 16,7 Hz).

## Teherszállítás
Az StLB regionális és régióközi tehervonatokat is közlekedtet, mint például a „Touareg-Express”-t a Weiz melletti Predingben lévő Magna-Werkenből és Albersdorfból Pozsonyba, a Volkswagen-üzembe, hetente öt alkalommal.
Az StLB szorosan együttműködik az EU-szerte érvényes vasútüzemeltetési koncesszióval rendelkező Steiermarkbahn-Transport und Logistik GmbH-val.
A Steiermärkische Landesbahnen üzemeltetési profiljába ezen kívül kiterjedt, négy központos autóbusz-hálózat és egy minden engedéllyel rendelkező utazási iroda is tartozik.

## Motorkocsik és mozdonyok
A nagyobb távolságra közlekedő tehervonatok továbbítására a vasút 2 db, az ÖBB-ével azonos kivitelű 2016 sorozatú „Herkules” dízelmozdonnyal rendelkezik. 

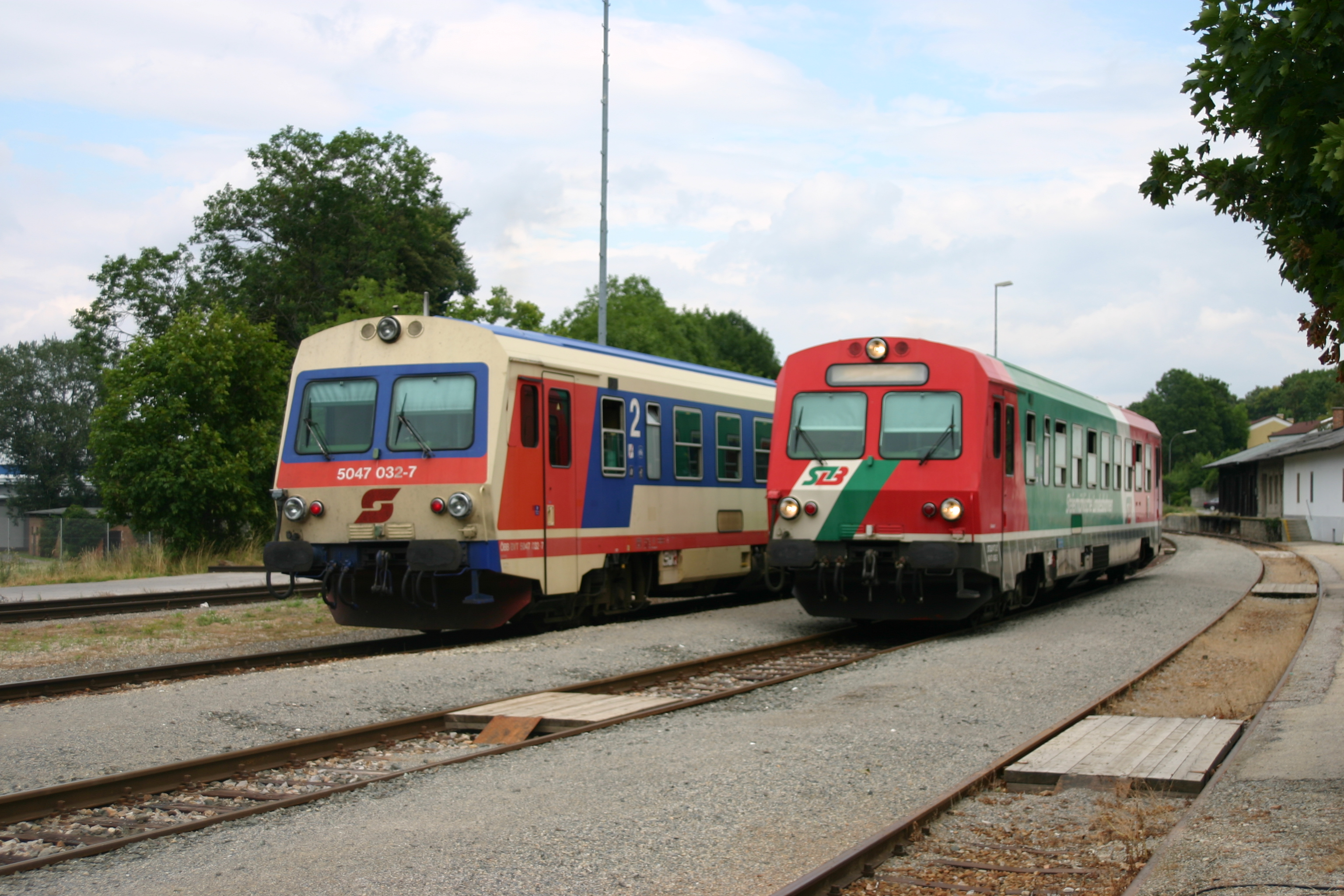
Az StLB VT 52 pályaszámú motorkocsija az ÖBB 5047 032 társaságában Enzesfeldben

Az Graz–Weiz közötti személyforgalom ellátására elsősorban az 5047 sorozattal azonos VT 51–52 pályaszámú dízelmotorkocsikat, valamint a Svájcból használtan vásárolt személykocsikat használja – ez utóbbiak közül az egyiket egy az 5047 sorozatéval azonos vezetőfülke és homlokrész felhasználásával vezérlőkocsivá építették át. 

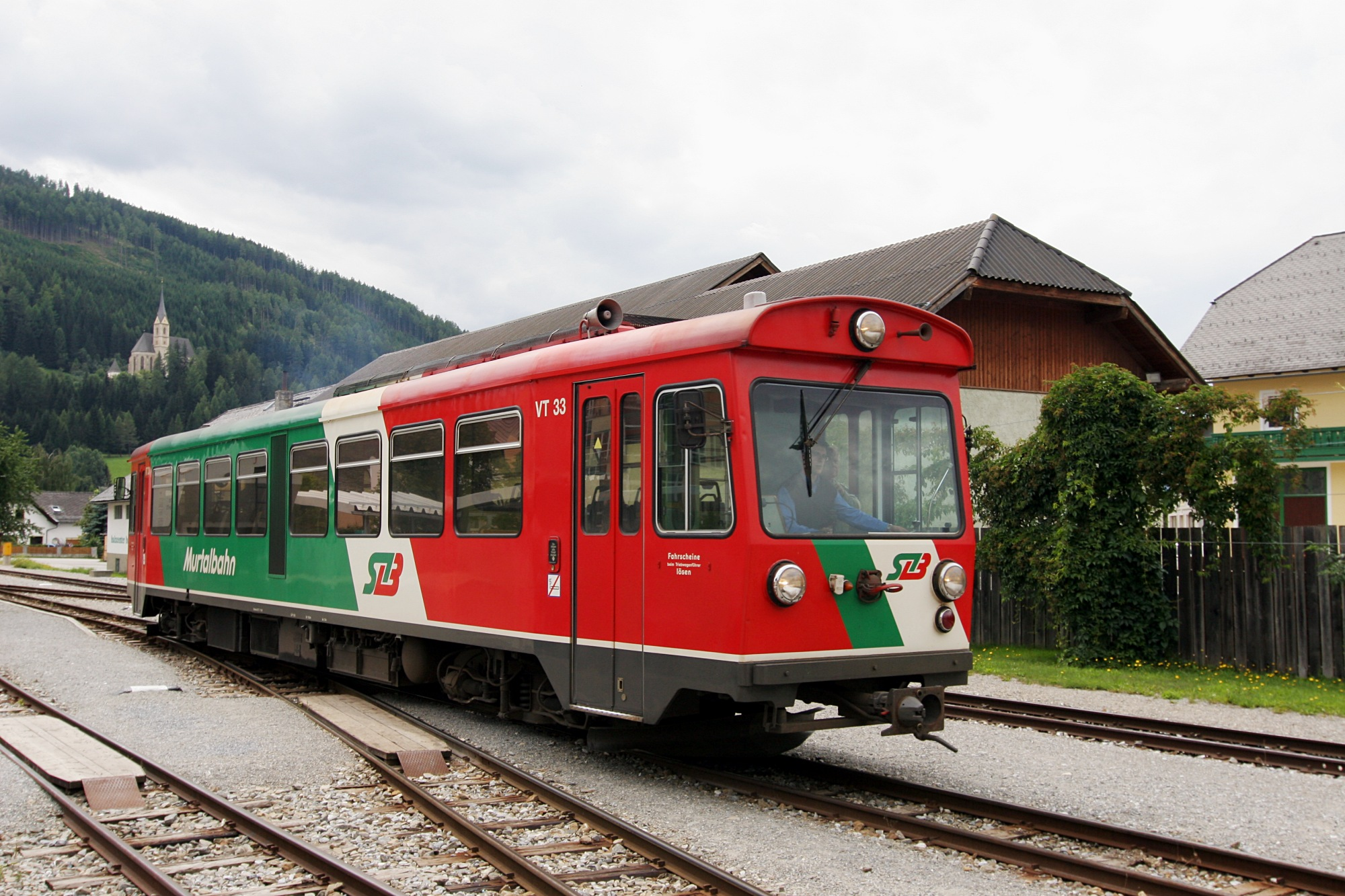
Az StLB VT 33 pályaszámú motorkocsija Tamswegben

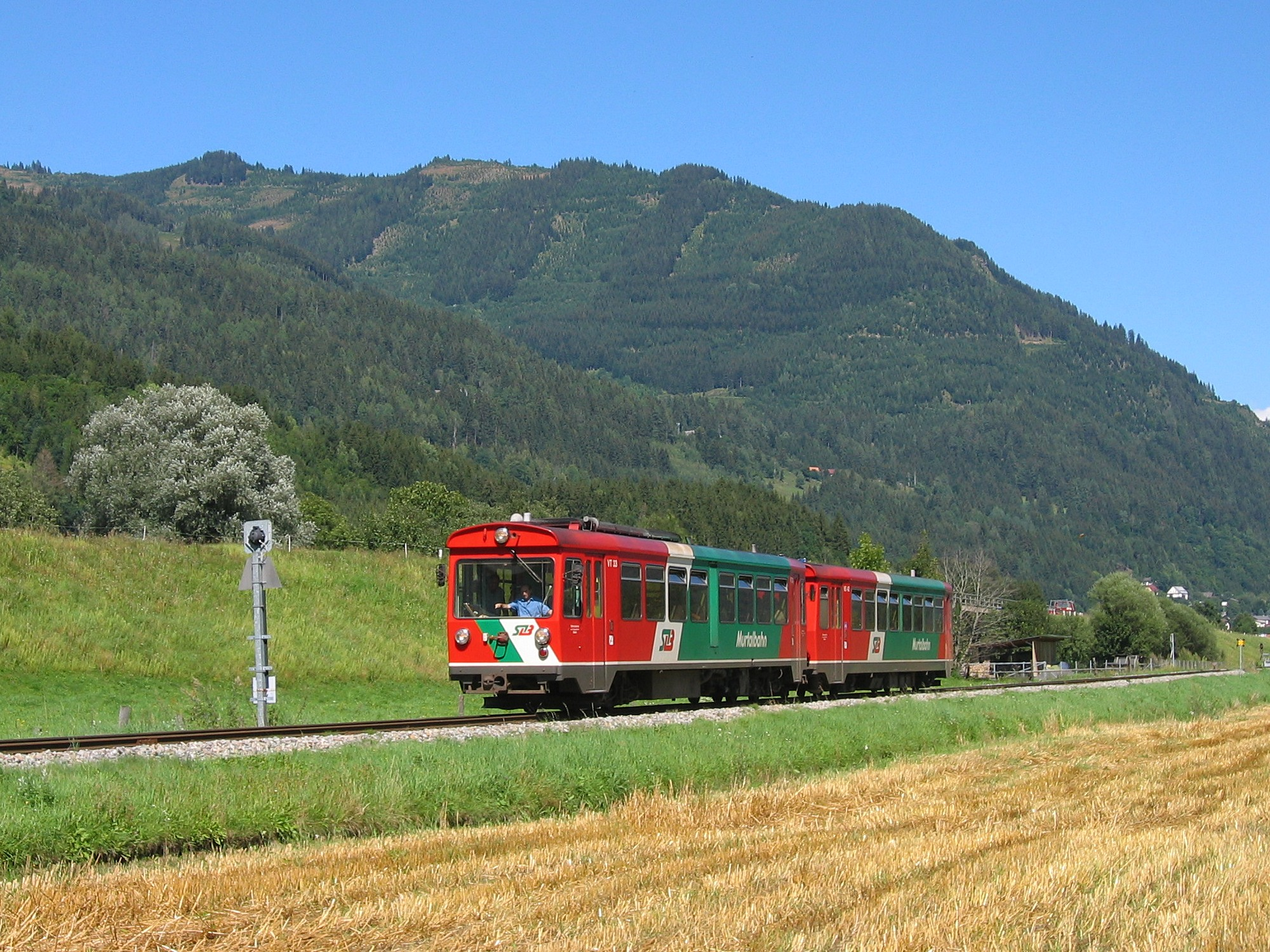
Az StLB VT 32 pályaszámú motorkocsija egy vezérlőkocsival a Murtalbahnon

A Murtalbahnon a VT 31–35 pályaszámú keskeny nyomtávolságú dízelmotorkocsik közlekednek, melyekből később 5090 sorozatjelzéssel az ÖBB is beszerzett. Az StLB ezekhez a motorkocsikhoz tartozó vezérlőkocsikkal is rendelkezik. A Murtalbahnon – Feistritztalbahnnal azonos módon – gőzvontatási nosztalgiavonatok is közlekednek
Az Übelbachba vezető Lokalbahnon egykori svájci villamos motorkocsik közlekednek. A Bad Gleichenbergbe vezető vonalon úgyszintén villamos motorkocsik üzemelnek.
Az StLB járműállománya:

### Keskeny nyomtávolságú (760 mm)
- 5 db gőzmozdony
- 8 db dízelmozdony
- 5 db dízelmotorkocsi
- 4 db villamos mozdony (egyenáramú)
- 4 db vezérlőkocsi (személyvonatokhoz)
- 27 db személykocsi (nosztalgiavonatokhoz)
- 3 db poggyászkocsi
- 168 db teherkocsi

### Normálnyomtávolságú (1 435 mm)
- 6 db dízelmozdony
- 2 db dízelmotorkocsi
- 1 db villamos mozdony (egyenáramú)
- 2 db villamos motorkocsi (váltakozó áramú)
- 2 db villamos motorkocsi (egyenáramú)
- 7 db személy- és vezérlőkocsi
- 42 db teherkocsi

## Megszüntett vonalszakaszok
Az StLB több vonalon és vonalszakaszon – elsősorban gazdasági okokból – beszüntette a forgalmat.
- Lokalbahn Kapfenberg–Au-Seewiesen, „Thörlerbahn”, 760 mm, megszűnt múzeumvasúti üzem után felbontották
- Lokalbahn Preding-Wieselsdorf–Stainz, Stainzerbahn, 760 mm, jelenleg: Stainzer Flascherlzug nevű kirándulóvasút
- A Feistritztalbahn Oberfeistritz–Birkfeld–Ratten szakasza. Az Oberfeistritz–Birkfeld szakaszt a Club U44 múzeumvasútként üzemelteti, a Birkfeld–Ratten szakasz felbontották (ma kerékpárút)
- A Murtalbahn Tamsweg–Mauterndorf szakasza, ma„Taurachbahn” néven múzeumvasút

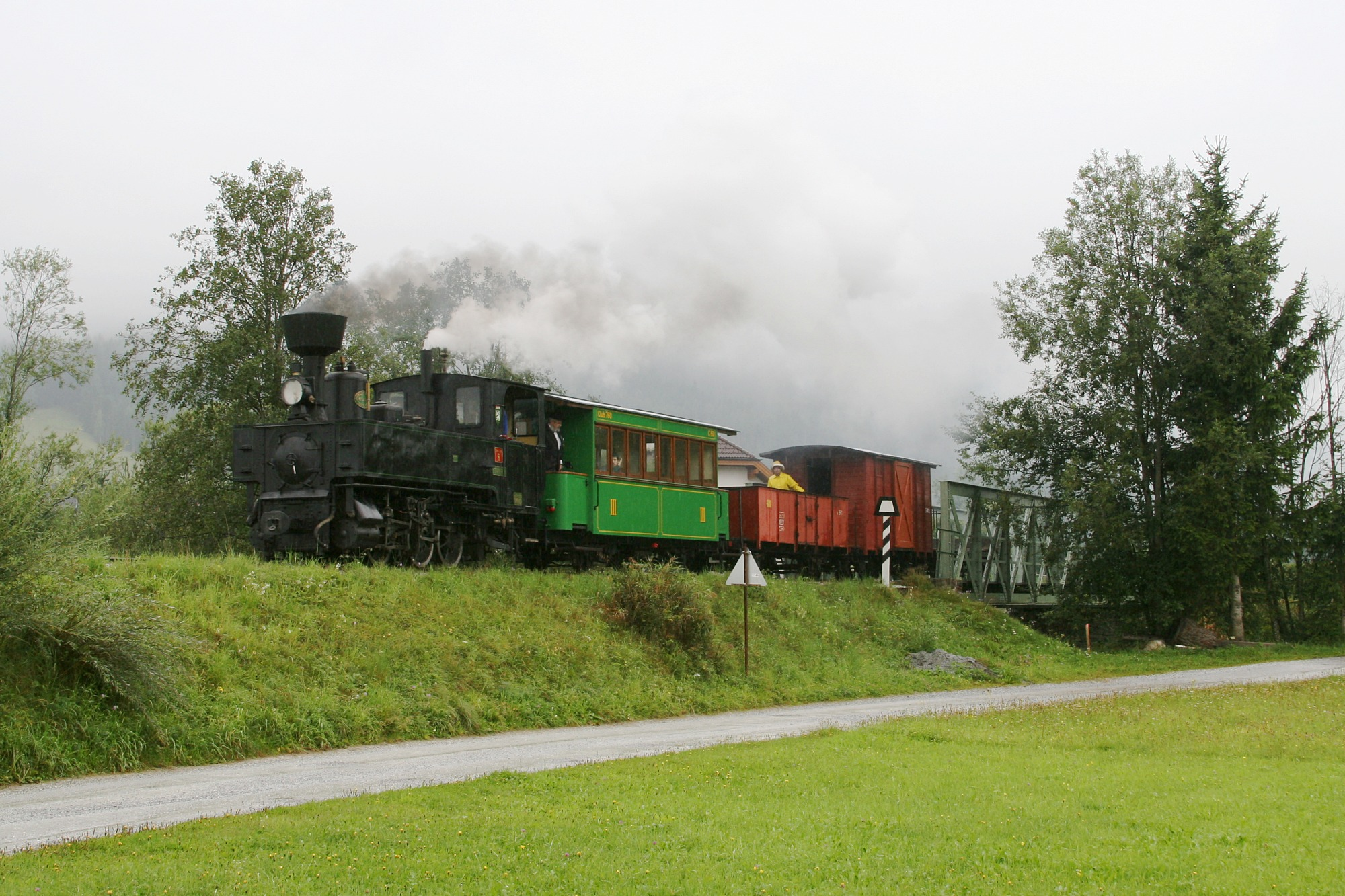
Az StLB 6. számú gőzmozdonya a Taurachbahnon

1918 előtt a Steiermärkische Landesbahnen több helyiérdekű vasútvonalat üzemeltetett a ma Szlovéniához tartozó Alsó-Stájerországban:
- Poljčane/Pöltschach–Slovenske Konjice/Gonobitz keskeny nyomtávolságú vasút
- Cilli–Wöllan
- Windisch-Feistritz–Windisch-Feistritz Stadt